# قيراط (نقاوة)
القيراط (كوحدة قياس نقاوة) هو مقياس لدرجة نقاوة الذهب، حيث يقال عن الذهب الصافي أنه 24 قيراط, وكل ما كانت سبيكة ذهبية أقرب إلى 24 قيراط عنى ذلك أنها تحتوي على نسبة أعلى من الذهب وبذك تصبح أغلى وأثمن. هذا ويخلط الذهب عادةً بمعادن أخرى لتزيد من صلابته لأن الذهب النقي في حالته الطبيعية لين جداً.
ويساوي القيراط جزءاً من أربعة وعشرين جزءاً من الوزن الكلي للسبيكة. فمثلاً، إذا وصف خاتم ذهبي بأنه من عيار 18 قيراط فمعناه أن الخاتم يحتوي على 18 جزءاً من الذهب و6 أجزاء من المعادن الأخرى. أما الذهب الصافي فيوصف بأنه عيار 24 قيراطاً.
وبعبارة أخرى يمكن احتساب درجة نقاوة الذهب (أو البلاتين ) بالقيراط وفق المعادلة التالية:
{\displaystyle X=24\,{\frac {M_{g}}{M_{m}}}}
حيث
{\displaystyle {\mathit {X}}} هي درجة النقاوة بالقيراط،
{\displaystyle M_{g}} هي كتلة الذهب أو البلاتين النقي في المعدن
{\displaystyle M_{m}} هي الكتلة الإجمالية للمعدن.
وقد جاءت كلمة قيراط من كلمة (κεράτιον) باليونانية وتعني ثمرة الخروب وذلك لأن بذور الخروب كانت تستخدم لقياس كتل الذهب والأشياء الثمينة، ثم انتقلت الكلمة من العربية (قيراط) إلى الإيطالية (carato) ومنها للغات الأوروبية.